# Aloe viscosa
Aloe viscosa é uma espécie de liliopsida do gênero Aloe, pertencente à família Asphodelaceae.